# Heli Kruger
Heli Maarit Kruger, född Koivula 27 juni 1975 i Kauhajoki i Österbotten, är en finländsk romanförfattare och före detta friidrottare som tävlade i längdhopp och tresteg. Hon var 2003-2016 gift med diskuskastaren Frantz Kruger och tävlade under några år under namnet Heli Koivula-Kruger.
Kruger främsta merit är att hon blev silvermedaljör i tresteg vid EM i München 2002 med ett hopp på 14,83. Hoppet genomfördes i för stark medvind (+ 2,2 m/s) vilket gör att det inte räknas som ett personligt rekord. Kruger innehade det finska rekordet i tresteg från 2003 fram till 2021 då Senni  Salminen hoppade 14,51.
Kruger var även i final vid VM i Edmonton 2001 där hon slutade femma. Hon deltog också i Olympiska sommarspelen 2004 både i tresteg och i längdhopp utan att ta sig vidare till final.
Kruger debuterade 2005 som författare med romanen Olen koskettanut taivasta. Hennes andra roman Pidä minusta kiinni utkom 2007.

## Personliga rekord
- Längdhopp - 6,65 meter
- Tresteg - 14,39 meter